# Julie Dawn Cole
Julie Dawn Cole (Guildford, 26 de octubre de 1957) es una actriz, cantante y autora británica con una carrera de más de cuarenta años. Inició en el mundo de la actuación cuando era una niña, siendo recordada especialmente por interpretar el papel de Veruca Salt en la película de 1971 Willy Wonka & the Chocolate Factory. & Jo Longhurst en la serie Angels BBC

## Filmografía destacada

### Cine y televisión
- Willy Wonka & the Chocolate Factory
- And Mother Makes Three
- Paganini Strikes Again
- That Lucky Touch
- Angels
- Poldark
- The Many Wives of Patrick
- The Mill on the Floss
- Grundy
- Camille
- WYSIWYG
- Casualty
- Married for Life
- Emmerdale